# Max Grünfeld

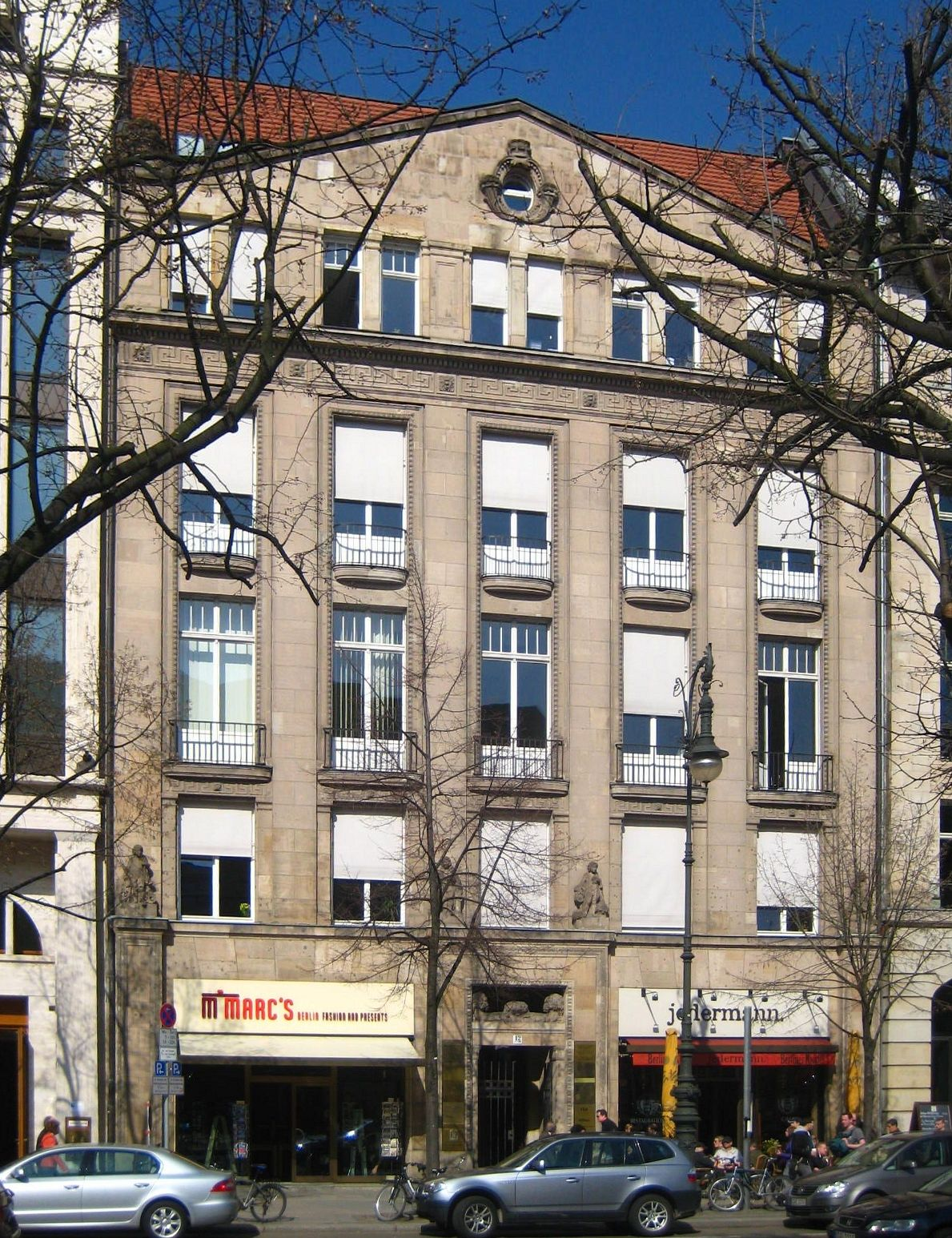
M. Grünfeld: Dom towarowy przy Unter den Linden 12

Max Grünfeld (data urodzin nieznana, zm. 1932 w Berlinie) – niemiecki architekt, radca budowlany Katowic, niemiecki architekt rządowy, autor licznych realizacji w Katowicach i Berlinie. Syn mistrza budowlanego Ignatza Grünfelda.

## Życiorys
Po śmierci ojca w 1894 wraz z bratem Hugo Grünfeldem przejął kierowanie firmą Ignatz Grünfeld Baugeschaft. Jako radca budowlany wchodził w skład zarządu miasta. Na początku XX w. przeniósł się do Berlina, gdzie mianowano go architektem rządowym. Zaprojektował i nadzorował budowę wielu budynków w rozwijających się wówczas dzielnicach stolicy Niemiec Charlottenburgu i Wilmersdorfie. Kilka jego budynków stoi przy reprezentacyjnej berlińskiej alei Unter den Linden, m.in. dom towarowy przy Unter den Linden 12.
Jako aktywny mason Max Grünfeld zaprojektował również gmach berlińskiej loży masońskiej przy Emser Strasse. Nie odciął się jednak od wschodniej części Górnego Śląska – jako berliński architekt zaprojektował gmach katowickiej Synagogi Wielkiej.